# Nollywood
Nollywood és el nom que rep la indústria del cinema nigerià. El 2009 va esdevenir la segona cinematografia del món segons el nombre de films produïts després de la de l'Índia (Bollywood) i superant la dels Estats Units (Hollywood). Es calcula que al segle xxi, Nigèria produeix uns 2.000 títols de cinema, tot i que el cost total no supera els 20 milions d'euros. La majoria del cinema nigerià es grava en format vídeo. Segons periodistes de la CNN a Nigèria es creen uns 200 vídeos cada mes destinats al mercat domèstic. S'estima que el seu públic regular és d'uns 150 milions d'espectadors.
El cinema nigerià (o de Nollywood) és la primera indústria de cinema d'Àfrica segons el valor econòmic i segons el nombre de pel·lícules produïdes anualment. El cinema de Nollywood va néixer a la dècada de 1960 però l'impuls principal d'aquest cinema fou estimulat per les tecnologies de l'edició, la filmació i producció digital. El nom de Nollywood ha derivat del de Hollywood, d'igual manera que ho ha fet Bollywood.
Al nord de Nigèria, la indústria fílmica amb seu a Kano i produïda en llengua haussa és coneguda com a Kannywood.

## Història
Ola Balogun i Hubert Ogunde foren els primers que van produir cine a Nigèria a la dècada de 1960 però l'alt cost de la producció de les pel·lícules van frustrar la producció. Tot i això, a la mateixa dècada la televisió nigeriana va rebre un suport important del govern. A mitjans de la dècada de 1980 tots els estats tenien el seu propi canal de televisió. Com que la llei limitava els continguts estrangers, les televisions havien de fer produccions locals. Moltes d'aquestes produccions circulaven també en format vídeo, cosa que va fer que es desenvolupés un comerç informal de pel·lícules en aquest format.
Es considera que Nollywood s'origina amb la producció del llargmetratge Living in Bondage del director Chris Obi Rapu el 1992 a Onitsha. Aquesta pel·lícula va animar que es produïssin altres films en format vídeo. El mercat del cinema nigerià va començar a estar dominat pels igbos. Nollywood, va esdevenir en una indústria important que ha fet arribar les seves produccions a altres països africans i de la resta del món. Tot i que l'anglès és la llengua principal de les pel·lícules de Nollywood, també n'hi ha moltes en llengües locals nigerianes.
D'entre els milers de films produïts per Nollywood, una de les primeres pel·lícules que va aconseguir renom internacional fou Osuofia in London (2003), dirigida i guionitzada per Kinsgley Ogoro i protagonitzada pel còmic Nkem Owoh. El director de cinema nigerià més prolífic és Chico Ejiro (Mr. Prolífic), que va dirigir més de 80 pel·lícules en vuit anys; s'afirma que aquest és capaç de completar tota la producció d'una pel·lícula en tres dies. El seu germà, Zeb Ejiro és el director de vídeos nigerià més conegut a l'estranger.
Els primers films de Nollywood foren produïts en vídeo analògic però en l'actualitat gairebé totes les pel·lícules es produeixen en vídeo digital. The Guardian ha afirmat que la indústria del cinema nigerià és la tercera més important del món tenint en compte els guanys econòmics i ha estimat que aquests són d'uns 200 milions de dòlars anuals. El 2009 la Unesco va descriure Nollywood com la segona indústria de cinema del món després de Bollywood i animà que rebés ajudes, ja que és la segona indústria segons el nombre de treballadors del país.

## Producció
La majoria de les pel·lícules de Nollywood no es produeixen en estudis cinematogràfics si no que es graven per tot el país, en hotels, cases i oficines que solen ser llogades pels seus propietaris; això apareix en els títols de crèdits de les pel·lícules. Les localitzacions més gravades pel cinema nigerià són les ciutats de Lagos, Enugu i d'Abuja. El cinema del nord del país té una certa peculiaritat diferent i està gravat sobretot en hausa. El ioruba és la llengua principal utilitzada en els films de l'oest del país, l'edo és la llengua utilitzada en les pel·lícules gravades a Benin City i les pel·lícules en igbo predominen al sud-est (Igboland). La majoria de les productores de cinema estan situades a la ciutat de Surulere, a l'estat de Lagos.
El president Goodluck Jonathan va aprovar ajudes per a finançar el cinema nigerià que arribaven a 200 milions de dòlars.

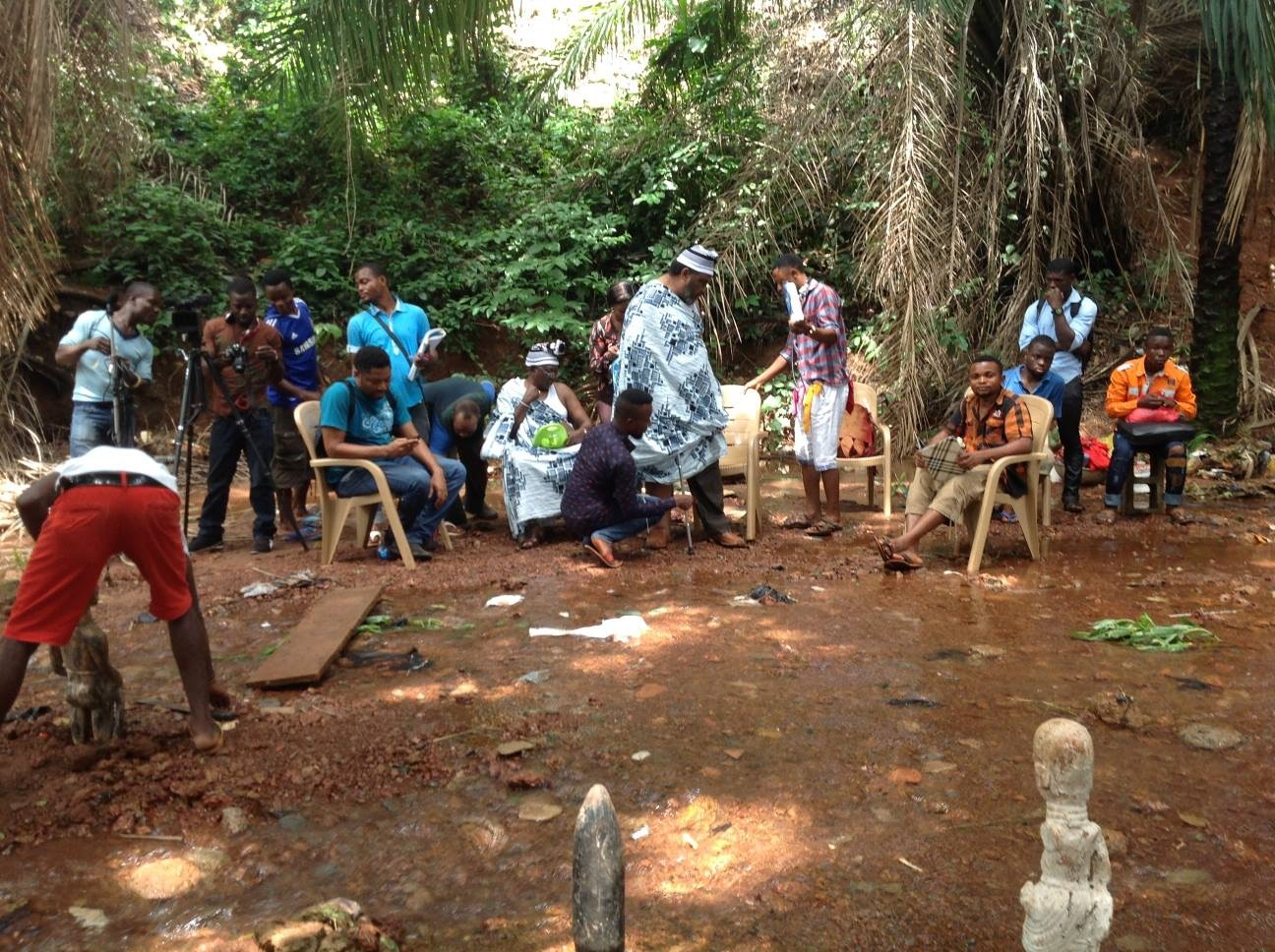
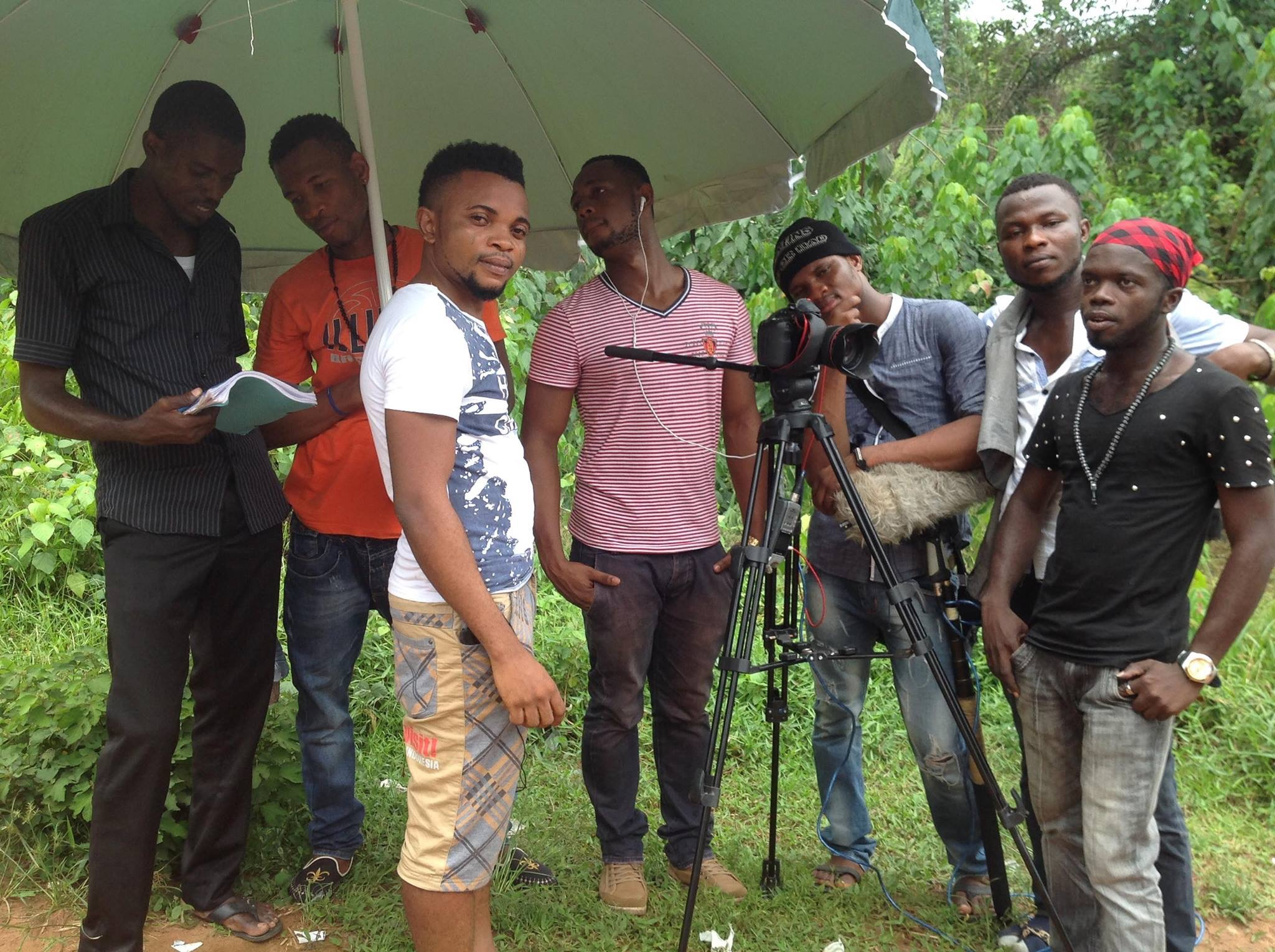
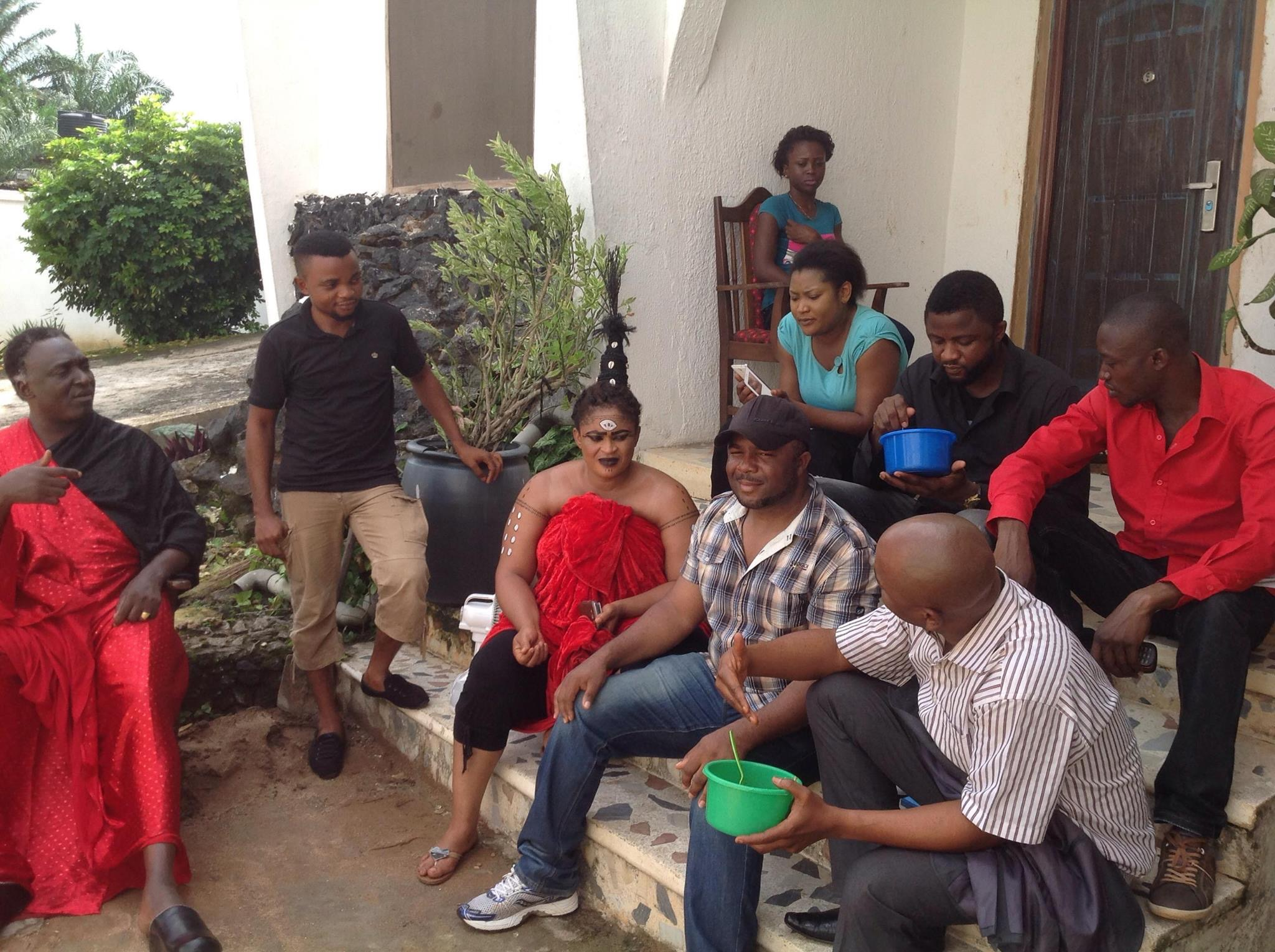
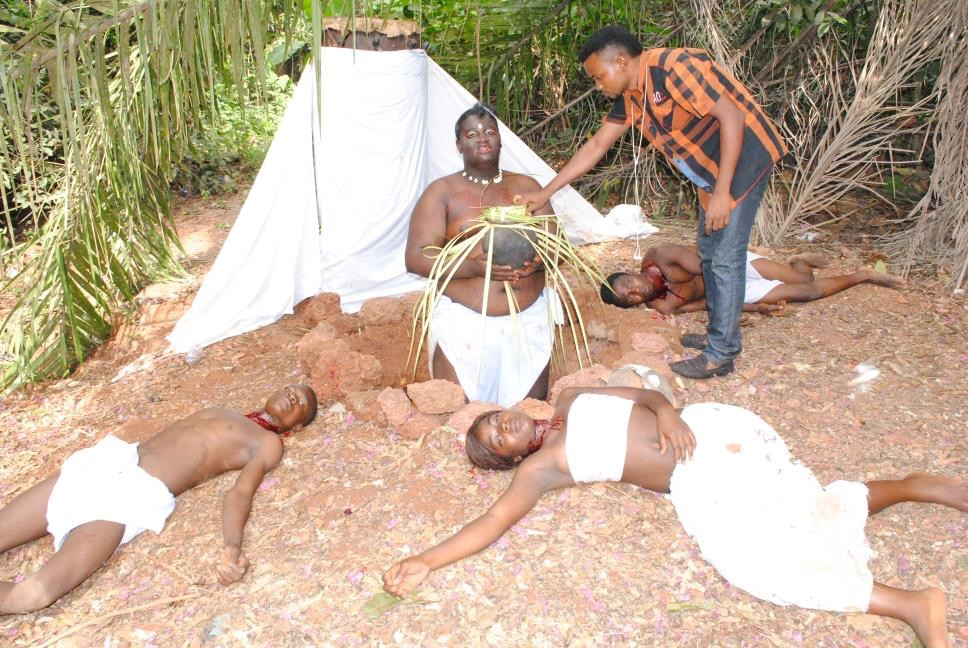

## Co-produccions internacionals
Per tal d'arribar al mercat internacional, els productors de cinema nigerians han fet pel·lícules protagonitzades per actors occidentals com Isaiah Washington i Thandie Newton. Per a aquesta raó també s'ha fitxat a actors d'altres països africans; per exemple, Yvonne Chaka Chaka va protagonitzar Foreign Demons, una pel·lícula gravada a Nigèria i Sud-àfrica.
Feathered Dreams fou la primera co-producció nigero-ucraïniana. Fou gravada a Ucraïna i és protagonitzada per l'estrella nigeriana Omoni Oboli i l'actor ucraïnià, Andrey Rozhen, que també n'és el director.

## Temes
Molts dels films de Nollywood versen sobre dilemes morals que han d'afrontar els africans moderns. També hi ha pel·lícules que promocionen el catolicisme, l'islam i fins i tot algunes són obertament evangelistes. De totes maneres, també hi ha films que tracten la diversitat religiosa, com per exemple la popular One God One Nation, en la que es tracta de l'amor entre un home musulmà i una dona cristiana que es volen casar tot i els obstacles socials que pateixen.